# Carlos Félix
Carlos Félix Gámez (sinh ngày 14 tháng 5 năm 1991 ở Cajeme, Sonora) là một cầu thủ bóng đá người México hiện tại thi đấu cho Murciélagos F.C. B.